# Gervasio (nombre)
Gervasio es un nombre propio masculino de origen griego en su variante en español.

## Santoral
19 de junio: Gervasio, mártir en Milán con su hermano Protasio.

## Variantes
- Femenino: Gervasia.

| Variantes en otras lenguas | Variantes en otras lenguas |
| -------------------------- | -------------------------- |
| Español                    | Gervasio                   |
| Alemán                     | Gervasius                  |
| Asturiano                  | Xervasiu                   |
| Catalán                    | Gervasi                    |
| Checo                      | Gervác                     |
| Corso                      | Gervasiu                   |
| Danés                      | Gervasius                  |
| Euskera                    | Kerbasi                    |
| Finlandés                  | Gervasius                  |
| Francés                    | Gervais                    |
| Gallego                    | Xervasio                   |
| Griego                     | Γερβάσιος (Gervásios)      |
| Holandés                   | Gervasius, Gervaas         |
| Húngaro                    | Gerváz                     |
| Inglés                     | Gervasius, Gervase, Jarvis |
| Italiano                   | Gervasio                   |
| Latín                      | Gervasius                  |
| Lituano                    | Gervazas                   |
| Noruego                    | Gervasius                  |
| Polaco                     | Gerwazy                    |
| Portugués                  | Gervásio                   |
| Ruso                       | Гервасий (Gervasij)        |
| Sardo                      | Gervàsiu                   |
| Sueco                      | Gervasius                  |